# Óscar Basualdo
Óscar Basualdo (...) è un ex giocatore di calcio a 5 e allenatore di calcio a 5 paraguaiano, attualmente occupato nel corpo tecnico della nazionale paraguayana.

## Carriera
Basualdo è stato nazionale paraguaiano ai mondiali del 1988 dove la nazionale sudamericana ha vinto la coppa sconfiggendo in finale il Brasile campione uscente.
Dopo aver terminato la carriera di giocatore, ha proseguito quella di tecnico, ricoprendo vari ruoli sempre all'interno del calcio a 5 FIFUSA/AMF: tecnico della formazione del Simon Bolivar, nel 2007 è stato assistente tecnico della nazionale paraguayana vincitrice del Campionato mondiale AMF 2007, mentre nel 2008 è stato ingaggiato come selezionatore ufficiale della Federación Capiateña che parteciperà alla Supercoppa del Paraguay per selezioni dipartimentali.